# エルスタン
エルスタイン、またはエアスタイン（Erstein）は、フランス、グラン・テスト地域圏、バ＝ラン県のコミューン。
エルスタン住民はエルスタノワと呼ばれるが、アルザス語の通称でカラスを意味するgrâbと呼ばれる。アルザスにおいてエルスタンは、いまはない修道院の存在や、1894年以降の精糖業で知られていた。

## 由来
1937年にルネ・フリーデル神父が記したところによると、エルスタンとはケルト語のerian（大地）から派生したという。
エルスタンの名が初めて登場したのは817年、ルイ敬虔王がvilla Herinsteinを息子ロタール1世に割譲したと羊皮紙に記したときである。

## 地理
エルスタンはストラスブールの南約20kmの平野の中にある。ライン川およびドイツ国境から数10km離れている。まちの境界はローヌ・オー・ラン運河となっている。まちの中をイル川が横切っており、エルスタンはグラン・リード（fr、氾濫原からなる牧草地、緑豊かな森林地帯が占める）の東側境界上にある。西は黄土の肥沃な農業地帯である。

## 歴史
古い頃の村はローマ街道近くにあった。21世紀初め、大規模なメロヴィング朝のネクロポリスが発掘されている。300以上の墓が発掘され、その中には5世紀から7世紀の豪華な副葬品が含まれていた。アルザスにおけるローマ文化およびフランク族の影響を受けたゲルマン人の影響の推移が見て取れる。
821年、ロタール1世はエルマンガルド（アルザス公ユーグ3世の娘）を妃に迎え、Morgengabeとしてvilla Herinsteinを彼女に与えた（夫に先立たれた際の寡婦財産とするため）。エルマンガルドはこの地に修道院をたて、夫に先立たれたあとエルスタン修道院に隠棲している。895年、ノルマン人が侵攻し、聖職者たちは聖ベルトの聖遺物を持って修道院から逃れた。12世紀終わりまで続いた繁栄のあと、修道院は急速に衰退し1422年に廃された。修道院最後の資産は、1437年に教区の資産となった。
953年2月、オットー1世はエルスタン大修道院を継母のベルトに与えた。994年、滞在中であった皇后アーデルハイトはクリスマスに、セルツ修道院用の土地を取得した。
カール4世がエルスタンを売却し、ストラスブール司教の権威の元に置かれた。
1818年、残っていた修道院建物がすべてなくなった。

## 経済
メキシコに本社のあるセメックスがコンクリートの製造部門工場を構えている。しかしエルスタンを象徴する経済活動は精糖業である。

## 人口統計
| 1962年 | 1968年 | 1975年 | 1982年 | 1990年 | 1999年 | 2007年 |
| ------ | ------ | ------ | ------ | ------ | ------ | ------ |
| 6165   | 6288   | 7434   | 8095   | 8600   | 9664   | 9971   |

参照元:EhessとINSEE

## 出身者
- ロール・ディボー - レジスタンス。ジャン・ムーランの秘書であった
- フランソワ・ジョセフ・ドファンスタン - フランス革命期とフランス第一帝政期の将軍
- ジャン・マリー・ゼン - 言語学者。第二次世界大戦中はドイツ国防軍に所属させられたマルグレ＝ヌーであった。

## 姉妹都市
- エンディンゲン、ドイツ
- サン・ジョアン・デ・ロウレ、ポルトガル